# Philipp Wollscheid
Philipp Wollscheid (* 6. März 1989 in Wadern) ist ein ehemaliger deutscher Fußballspieler.

## Sportliche Laufbahn

### Vereinskarriere

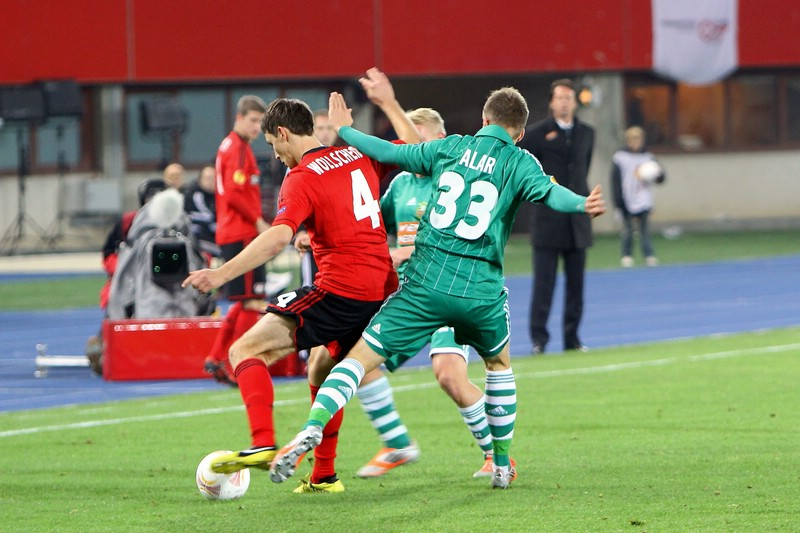
Philipp Wollscheid in Aktion (2012)

Wollscheid wuchs in Wadern-Morscholz auf und spielte ab 1994 für verschiedene Vereine der Umgegend.
In der Saison 2007/08 absolvierte Wollscheid für den SV Rot-Weiß Hasborn-Dautweiler in der Hinrunde 18 Spiele in der Oberliga Südwest und ein Spiel im DFB-Pokal, das 0:8 gegen Hansa Rostock verloren wurde. Noch in der gleichen Saison wechselte er innerhalb der Liga zum 1. FC Saarbrücken und kam dort in der Rückserie zu einem Tor in sieben Spielen. In der folgenden Spielzeit wurde Saarbrücken Erster der Liga und Wollscheid kam zu 23 Einsätzen und zwei Toren. Nach dem Aufstieg sollte Wollscheid in die zweite Mannschaft versetzt werden, die in der sechsten Liga spielte, und verließ den Verein.
Für die Saison 2009/10 wechselte er zum Regionalligisten 1. FC Nürnberg II, für den er 26 Spiele bestritt, ein Tor erzielte und am Ende mit dem Verein den zweiten Tabellenplatz belegte. In der folgenden Saison blieb er Stammspieler.
Im Dezember 2009 holte Trainer Dieter Hecking Wollscheid in die erste Mannschaft. Dort kam er am 20. November 2010 im Spiel gegen den 1. FC Kaiserslautern zu seinem ersten Bundesligaeinsatz. Zur Rückrunde wurde Wollscheid zum Stammspieler neben Andreas Wolf in der Innenverteidigung des 1. FC Nürnberg. Beim 5:0-Sieg gegen den FC St. Pauli am 5. März 2011 erzielte er sein erstes Bundesligator. Er wurde zum Spieler des Tages bei der Partie gegen Hertha BSC am ersten Spieltag in der Saison 2011/12 gekürt.
Zur Saison 2012/13 wechselte Wollscheid zu Bayer 04 Leverkusen. Am 20. September 2012 gab er beim Europa-League-Gruppenspiel gegen Metalist Charkiw sein Europapokaldebüt. Mit dem Treffer zum 1:0 im Europa-League-Gruppenspiel gegen Rapid Wien am 25. Oktober 2012 erzielte er sein erstes Europapokaltor.
Am 1. September 2014 lieh ihn Mainz 05 bis zum Ende der Saison 2014/15 aus. Das Leihgeschäft wurde schon zum Ende der Hinrunde beendet; Wollscheid wechselte im Januar – ebenfalls leihweise – zum Premier-League-Klub Stoke City. Für Stoke debütierte er am 11. Januar 2015 im Meisterschaftsspiel beim FC Arsenal, das mit einer 0:3-Niederlage endete. Im Mai 2015 verpflichtete ihn Stoke City bis zum 30. Juni 2018.
Im Sommer 2016 wurde Wollscheid vom VfL Wolfsburg ausgeliehen. Beim VfL kam er auf drei Bundesligaeinsätze. In der Folge kam Wollscheid nicht mehr zum Einsatz und war unter dem neuen Trainer Valérien Ismaël zeitweise suspendiert. Mitte Februar 2017 rückte er auf eigenen Wunsch in den Kader der zweiten Mannschaft. Nach zwei Einsätzen in der viertklassigen Regionalliga Nord beorderte ihn der neue Trainer Andries Jonker Mitte März 2017 zurück in die erste Mannschaft. Nach dem Ende des Leihvertrages verließ er den Verein. Daraufhin kehrte Wollscheid zunächst zu Stoke City zurück.
Er wechselte Ende August 2017 in die französische Ligue 1 zum FC Metz und unterschrieb einen bis zum 30. Juni 2020 laufenden Vertrag. Am 25. Oktober 2017 hatte Wollscheid beim 1:0-Sieg in der dritten Runde der Coupe de la Ligue gegen den Drittligisten Red Star Paris seinen einzigen Pflichtspieleinsatz. Nachdem er in der Ligue 1 nicht zum Einsatz gekommen war, wurde der Vertrag am 6. Januar 2018 aufgelöst.
Er gewann im Februar 2018 die Südwestdeutsche Futsal-Meisterschaft mit den Futsal Club Warriors Saar.
Seine Profikarriere beendete er Ende 2017, bekannt gab er dies erst in einem Interview im Oktober 2019.

### Auswahleinsätze
Wollscheid debütierte am 7. April 2010 in der deutschen U-20-Nationalmannschaft in einem Freundschaftsspiel gegen Italiens U-20 und wurde am 16. Mai 2013 von Joachim Löw für die Länderspiele gegen Ecuador (29. Mai 2013) und USA (2. Juni 2013) in den Kader der A-Nationalmannschaft berufen. Sein A-Länderspieldebüt gab er am 29. Mai 2013 beim 4:2-Sieg im Testspiel gegen die Auswahl Ecuadors in Boca Raton (USA), als er in der 90. Minute für Lars Bender eingewechselt wurde. Das 2. Spiel der USA-Tournee der DFB-Elf, die 3:4-Niederlage gegen den Gastgeber in dessen Hauptstadt, stellte bereits den Abschied Wollscheids aus dem Löw-Team dar.

## Trainerlaufbahn
Ende Juni 2020 wurde Wollscheid als Co-Trainer der U-19 des 1. FC Kaiserslautern verpflichtet.

## Auszeichnungen
Anlässlich des 50-jährigen Jubiläums der Bundesliga wurde Wollscheid 2013 in eine „Saarland-Jubiläums-Elf“ gewählt. Zur Wahl, die von dem Ellenfeld e. V. und dem Saarpark-Center organisiert worden war, standen alle Saarländer, die seit 1963 in der Bundesliga gespielt hatten. Im selben Jahr wurde Wollscheid als Saarsportler des Jahres ausgezeichnet.

## Trivia
Am 24. März 2014 traf Wollscheid beim Aufwärmen vor einem Bundesligaspiel die Moderatorin des Senders Sky Deutschland, Jessica Kastrop, mit einem geschossenen Fußball am Kopf. Kastrop war schon 2010 von einem Ball getroffen worden, woraufhin sich Videos von der Szene weltweit verbreitet hatten und Stefan Raab den eigentlich nicht mehr vergebenen Raab der Woche für eine Wiederholung des Vorfalls ausgelobt hatte, so dass Wollscheid mit diesem bei TV total ausgezeichnet wurde.